# Terray Elemér

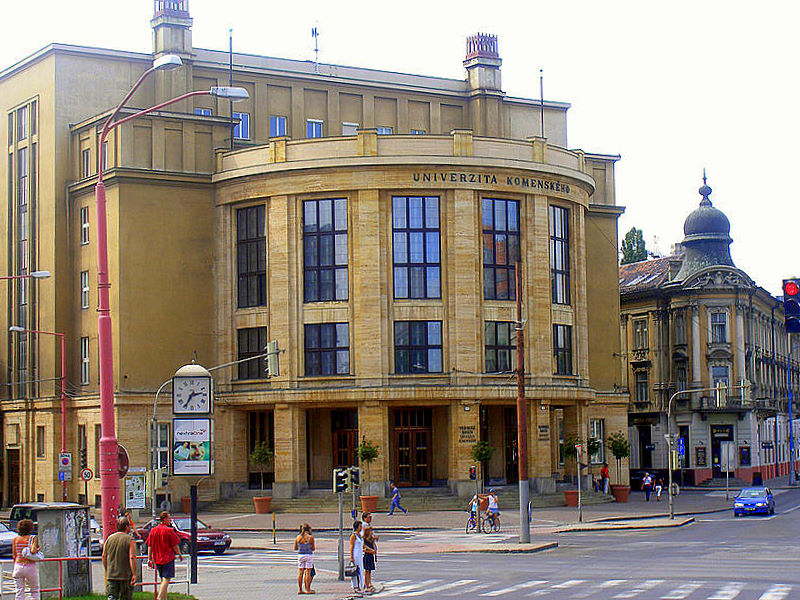
1953-1990 között a Comenius Egyetemen tanított.

Terray Elemér (Szepesolaszi, 1922. – Szepesolaszi, 1998) germanista, elsősorban Johann Gottfried Herder német költő, műfordító, teológus és filozófus életművének kutatásai révén lett európai hírű tudós. A Terray (légrádi és szigligeti) családtörténetével is foglalkozott Terray Barnabással együttműködve.

## Élete és munkássága
Az Iglói gimnáziumban érettségizett 1941-ben. Egyetemi tanulmányait a pozsonyi Szlovák Egyetem Művészeti Karán folytatta, 1945-ben szerezte meg a diplomát. 1945-1946-ban tanárként Iglón dolgozott, később 1952-től a Pozsonyi Egyetemi könyvtár alkalmazottja, egyetemi tanárként a pozsonyi Comenius Egyetem Gremanisztikai Tanszékén dolgozott 1953-tól, majd annak vezetője volt 1966 és 1990 között. A 18. és 20. század német irodalmának kérdésével foglalkozott. Nevét Elemír Terraynak írták. „Számos hazai és külföldi tudományos társaság tagja, az NDK, Németország és az Egyesült Királyság egyetemein tartott előadásokat”. Felesége Dokulil Anna zenetörténész. 1951-ben született Márton fiuk, aki Prágában ismert hegedűművész lett.

## Munkásságáról írt művek
- Dagmar Koštálová: Elemír Terray im Kontext der slowakischen Germanistik. In: Germanistik in Mittel- und Osteuropa 1945-1992. Christoph König (Editor), De Gruyter, 1995, pp. 231–238.[2]

## Főbb művei
- Terray, E. (1958). Herders Theorie des Sprachursprungs. SFFUK
- Terray, E. (1966). Zur Kunstauffassung des Berliner Kreises. Philologica, 18, 71-82.
- Nemecká literatúra 1. Deutschsprachige Literatur 1. Pozsony, 1991, p. 243, (társszerző Václav Bok), ISBN 80-08-00510-6